# 民主促进
民主促进（英語：Democracy Promotion），也可以指民主援助、民主支援或民主建设，是政府和国际组织采取的一种外部政策，力图在世界各地广泛地传播与建立民主的政治体制。支持民主的原因包括民主国家不太可能发动战争，经济可能会更好，社会也会更和谐。但也有一些观点认为，所谓“民主促进”不过是西方世界推进资本主义世界意识形态的一种手段。
1989年铁幕倒塌后，前共产主义国家，特别是中欧和东欧出现了一波民主化浪潮。根据自由之家的数据，民主国家的数量，从1974年的150个国家中的41个，增加到2006年192个国家的123个。然而，自21世纪初以来，民主化的速度已经大大放慢，让一些人怀疑即民主非但没有推进，还受到了威胁。近年来，学者们一直在指出，在已经存在民主制度的国家，包括英国、美国和欧盟，存在所谓的民主赤字。
世界各地的民主目前所面临的挑战是，无论是在民主已经是治理制度核心的国家，还是在那些不民主的国家，都在鼓励学术界和实践者重新评估在冷战后局势中促进、支持或协助民主的意义。

## 定义
民主输出的确切定义已经争论了超过25年。多种术语表明，无论是政府、非政府组织还是其他第三方，对于民主输出的见解和做法都是多种多样的。例如，有些人认为“输出”一词本身太具侵扰性，或暗示外来干涉。而有些人认为“支持”较好，但另一些人则认为“支持”不够果断。分歧往往分为两个主要阵营，一方面认为这是一个政治进程，另一方面认为这是一个发展进程（见国际关系和发展援助背景）。
政治和发展视角之间的这种基本分歧在民主输出领域已经存在多年。 在这十年中，民主输出者面临的世界，越来越多地由不符合明确或连贯的政治过渡路径的国家组成，这已经变得更加明显。 一些发展论的追随者批评政治论者过于容易与“主体”政府对抗并产生无益的反作用。 与此同时，一些政治论的支持者指责发展论过于含糊和不自信。因为在这个世界上，许多领导人学会了与国际社会玩改革游戏，吸收了大量外部政治援助，同时避免真正的民主化。——托马斯·卡罗斯，“民主输出：政治与发展”，载于“民主杂志”第20卷，第1号，2009年1月，第5-6页
至少部分问题在于没有就民主的构成达成共识。事实上，已故的W.B.Gallie教授指出，通过将民主列入“基本上有争议的概念”清单，不可能找到解决这一问题的办法。到目前为止，在定义上的分歧使一些行动者集中于支持民主施政的技术系统（选举、政府结构等），而另一些行动者则采取自下而上的办法，促进公民参与和建立强大的民间和政治社会，以便为政府制度的建立奠定基础。